# Ben Segenreich
Ben Segenreich, né le 3 mars 1952 à Vienne, est un journaliste, correspondant et expert du conflit israélo-arabe de l’ORF en Israël (Tel Aviv).
Ben Segenreich fit le lycée français de Vienne avant de faire ses études de physique et de mathématiques à Paris et à Vienne. Il s’y engageait entre autres pour les victimes de la discrimination antisémite et pour les dissidents juifs en URSS. Après son doctorat, il travaillait en tant qu’ingénieur logiciel en informatique et était en même temps correspondant du journal israélien Maariv en Autriche.
En 1983, il émigra en Israël et continua sa profession d’informaticien. À partir de 1989, il était correspondant pour des journaux et des hebdomadaires autrichiens, allemands et suisses. En 1990, Ben Segenreich consacra sa vie professionnelle exclusivement à la correspondance pour l’ORF en Israël. Depuis 2009, il représente Israël dans le Conseil international du Service autrichien à l'étranger
Ben Segenreich est marié et père de deux filles.

## Source
- (de) Cet article est partiellement ou en totalité issu de l’article de Wikipédia en allemand intitulé « Ben Segenreich » (voir la liste des auteurs).